# Klaus Tschütscher
Klaus Tschütscher, né le 8 juillet 1967 à Vaduz (Liechtenstein), est un homme politique liechtensteinois, membre de l'Union patriotique (VU) et Premier ministre du 25 mars 2009 au 27 mars 2013.